# Роминешть (Марамуреш)
Роминешть, Роминешті (рум. Românești) — село у повіті Марамуреш в Румунії. Входить до складу комуни Бою-Маре.
Село розташоване на відстані 380 км на північний захід від Бухареста, 29 км на південь від Бая-Маре, 69 км на північ від Клуж-Напоки.

## Населення
За даними перепису населення 2002 року у селі проживала 101 особа, усі — румуни. Усі жителі села рідною мовою назвали румунську.